# Liste der Biografien/Muller, O
Liste der Biografien |
Portal Biografien |
O Personensuche
# |
A |
B |
C |
D |
E |
F |
G |
H |
I |
J |
K |
L |
M |
N |
O |
P |
Q |
R |
S |
T |
U |
V |
W |
X |
Y |
Z |
?
 
Ma |
Mb |
Mc |
Md |
Me |
Mf |
Mg |
Mh |
Mi |
Mj |
Mk |
Ml |
Mm |
Mn |
Mo |
Mp |
Mq |
Mr |
Ms |
Mt |
Mu |
Mv |
Mw |
Mx |
My |
Mz
 
Mua |
Mub |
Muc |
Mud |
Mue |
Muf |
Mug |
Muh |
Mui |
Muj |
Muk |
Mul |
Mum |
Mun |
Muo |
Mup |
Muq |
Mur |
Mus |
Mut |
Muu |
Muv |
Muw |
Mux |
Muy |
Muz
 
Mula |
Mulb |
Mulc |
Muld |
Mule |
Mulf |
Mulg |
Mulh |
Muli |
Mulj |
Mulk |
Mull |
Mulm |
Muln |
Mulo |
Mulr |
Muls |
Mult |
Mulu |
Mulv |
Mulw |
Muly |
Mulz
 
Mulla |
Mulle |
Mullg |
Mullh |
Mulli |
Mulln |
Mullo |
Mullr |
Mully
 
Mulled |
Mullej |
Mullem |
Mullen |
Muller |
Mulles |
Mulley
 
Muller, A |
Muller, B |
Muller, C |
Muller, D |
Muller, E |
Muller, F |
Muller, G |
Muller, H |
Muller, I |
Muller, J |
Muller, K |
Muller, L |
Muller, M |
Muller, N |
Muller, O |
Muller, P |
Muller, Q |
Muller, R |
Muller, S |
Muller, T |
Muller, U |
Muller, V |
Muller, W |
Muller, X |
Muller, Y |
Muller, Z |
Mullera |
Mullerb |
Mullerh |
Mullerl |
Mullerp |
Mullers |
Mullerw |
Mullery
Die Liste der Biografien führt alle Personen auf, die in der deutschsprachigen Wikipedia einen Artikel haben. Dieses ist eine Teilliste mit 42 Einträgen von Personen, deren Namen mit den Buchstaben „Muller, O“ beginnt.

## Muller, O

### Muller, Ol
- Müller, Olaf (* 1959), deutscher Schriftsteller und Kommunalbeamter
- Müller, Olaf (* 1962), deutscher Schriftsteller
- Müller, Olaf (* 1963), deutscher Politiker (Bündnis 90/Die Grünen); MdL Thüringen
- Müller, Olaf (* 1966), deutscher Philosoph und HochschullehrerOlaf Müller (* 1966)

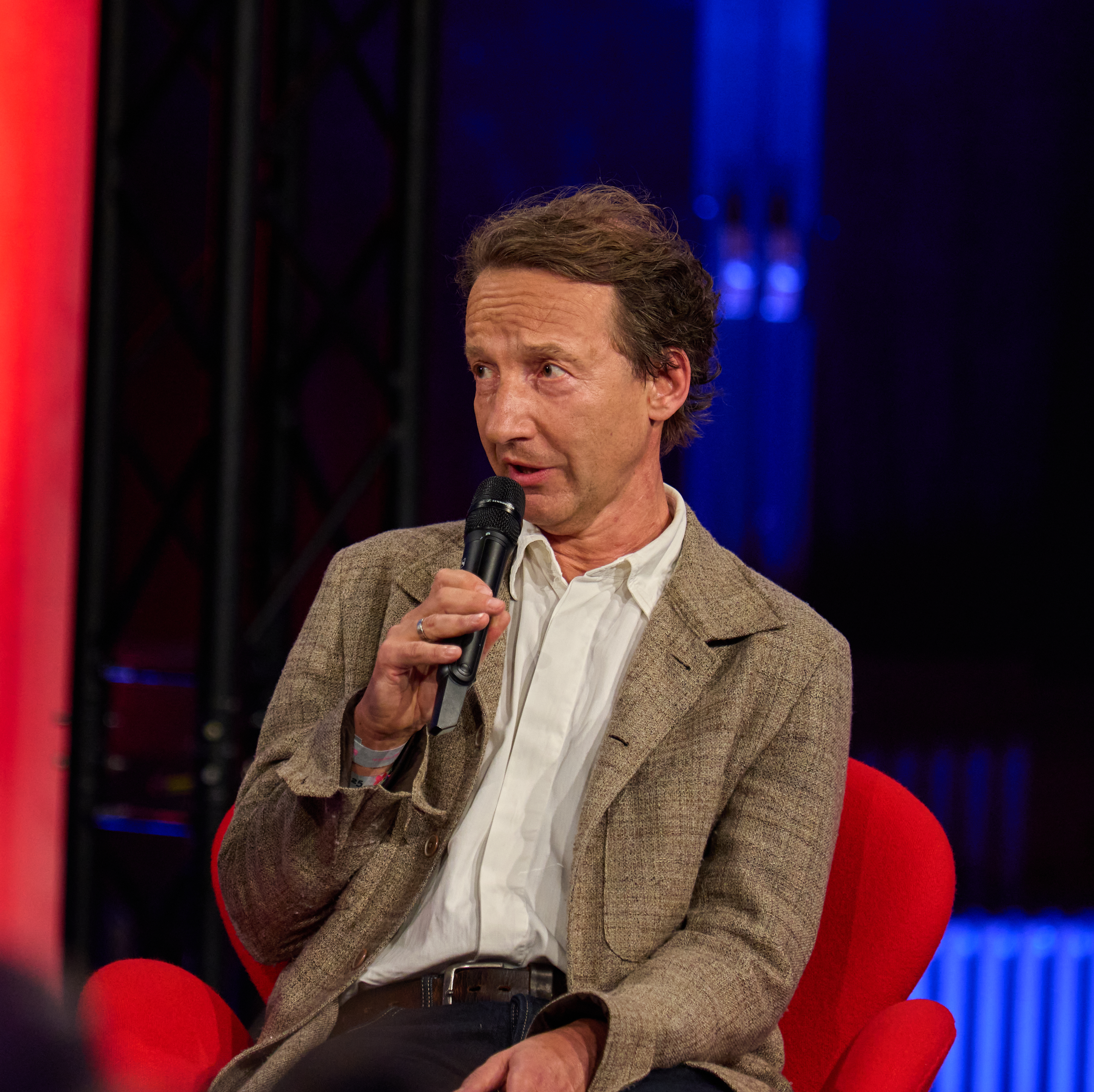
Olaf Müller (* 1966)

- Müller, Olaf (* 1968), deutscher Romanist
- Müller, Olaf (* 1968), deutscher Politiker (CDU)
- Müller, Olga (* 1987), deutsche Regisseurin und Drehbuchautorin
- Müller, Oliver (* 1965), deutscher Theologe und Politikwissenschaftler
- Müller, Oliver (* 1966), deutscher Behindertensportler
- Müller, Oliver (* 1983), deutscher Science-Fiction-Autor
- Müller, Olivier (* 1988), Schweizer Unihockeyspieler

### Muller, Os
- Müller, Oscar (1877–1960), deutscher Journalist und Staatsbeamter
- Müller, Oscar (1921–2003), deutscher Schauspieler
- Muller, Oscar (1957–2005), französischer Fußballspieler
- Müller, Oskar (* 1894), deutscher SA-Führer, zuletzt im Rang eines SA-Brigadeführers, sowie Offizier
- Müller, Oskar (1896–1970), deutscher Politiker (KPD), MdL, MdB
- Müller, Oskar (* 1904), österreichischer Fußballtrainer
- Müller, Oskar (1933–2021), deutscher Slawist
- Müller, Oswin (* 1939), deutscher Jurist, Richter am Bundesverwaltungsgericht a. D.

### Muller, Ot
- Müller, Otfried († 1945), deutscher Mediziner
- Müller, Otfried (1907–1986), deutscher katholischer Theologe
- Müller, Othmar (* 1963), österreichischer Cellist und Gründungsmitglied des Artis-Quartett Wien
- Müller, Otto (1816–1894), deutscher Schriftsteller
- Müller, Otto (1837–1920), deutsch-österreichischer Musiker, Komponist, Dirigent, Organist sowie Musikpädagoge
- Müller, Otto (1837–1917), deutscher Verlagsbuchhändler, Botaniker und Phykologe
- Müller, Otto (1869–1929), deutscher Bürgermeister
- Müller, Otto (1870–1944), deutscher Geistlicher und Widerstandskämpfer gegen den Nationalsozialismus
- Müller, Otto (* 1878), deutscher Jurist zuletzt Senatspräsident beim Reichsgericht
- Müller, Otto (1893–1955), deutscher Politiker (SPD), MdL
- Müller, Otto (1898–1979), deutscher Maler und Graphiker
- Müller, Otto (* 1899), Schweizer Ringer
- Müller, Otto (1901–1956), deutscher Verleger
- Müller, Otto (1905–1993), Schweizer Bildhauer
- Müller, Otto (1911–1999), deutscher Kunsthistoriker und Denkmalpfleger
- Müller, Otto (* 1926), deutscher Fußballspieler
- Müller, Otto (1934–2020), deutscher Computerpionier und UnternehmerOtto Müller (1934–2020)

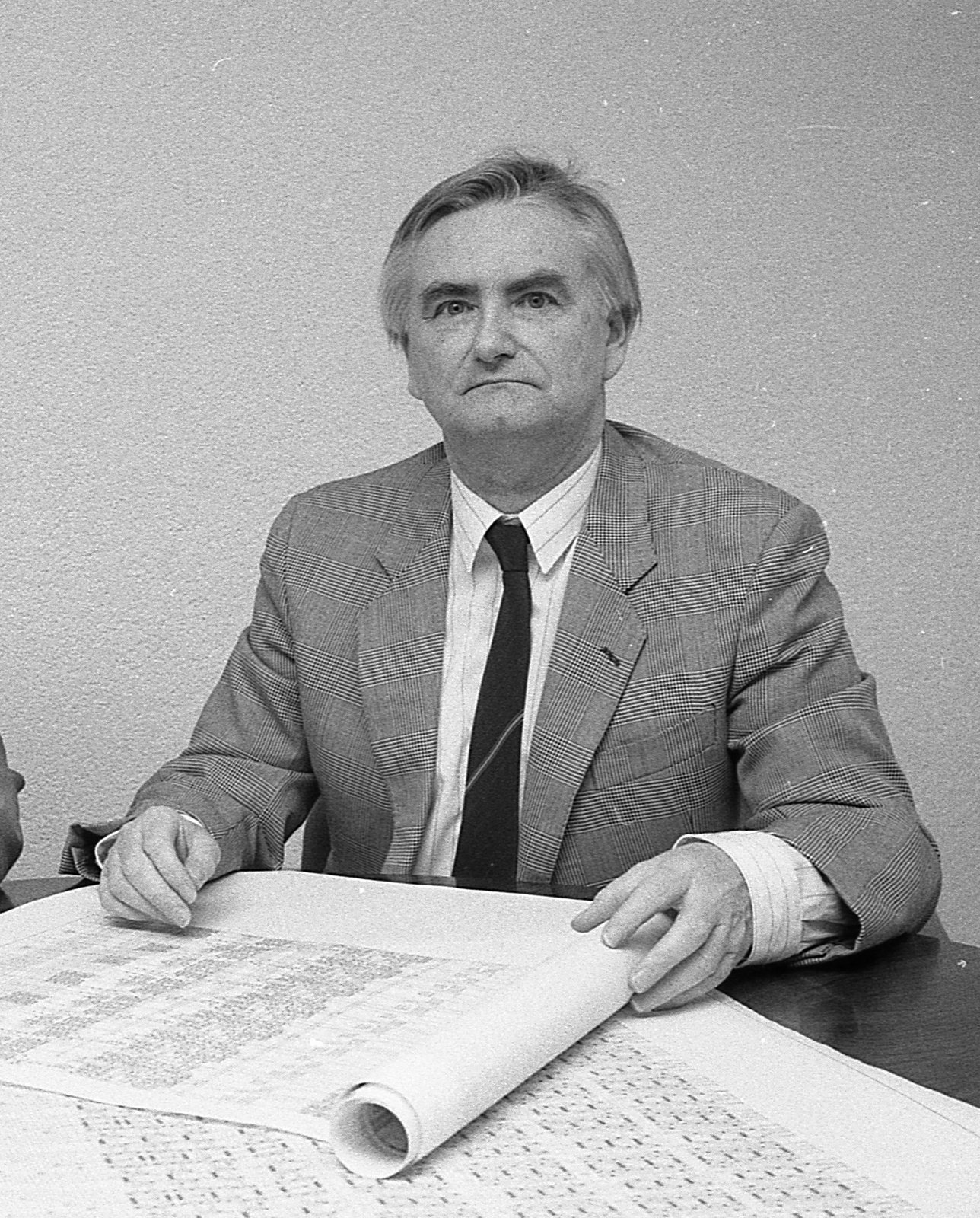
Otto Müller (1934–2020)

- Müller, Otto (* 1958), deutscher zeitgenössischer Künstler
- Müller, Otto Friedrich (1730–1784), dänischer Zoologe
- Müller, Otto Gerhard (1924–1992), deutscher Keramik-Designer und Trickfilm- und Puppengestalter
- Müller, Otto von (1875–1976), deutscher Tennisspieler
- Müller, Otto Wilhelm Ernst (1877–1941), deutscher Archivar
- Müller, Ottomar (1847–1921), deutscher Richter und Politiker (FVp), MdR